# Zdravko Lalić
Zdravko Lalić je srpski i jugoslovenski bubnjar koji je kroz svoj muzički izraz implementirao više muzičkih stilova. Njegovo aktivno bavljenje muzikom se najčešće vezuje za rad u Hard Rock grupi Metro.

## Biografija
Rođen je u Svetozarevu 4. marta 1960. godine. Obzirom da mu je otac bio vojno lice, porodica se 1964. godine seli za Kraljevo gde upisuje osnovnu školu kada u nižim razredima dolazi u dodir sa bubnjevima. Tokom cele svoje osnovne škole, Zdravko paralelno sa školom neumorno uči i usavršava svoju tehniku sviranja bubnjeva. U Kraljevu nastupa u bendovima Kašika Ljubavi i Lyra.  U to vreme postaje i učenik Slobodana Stojanovića Kepe (Smak) . Po završetku osnovne škole u Kraljevu, Zdravko upisuje (u jesen 1976. godine) Srednju Tehničku školu u Svetozarevu (tadašnji O.C. Veljko Vlahović).
Te iste jeseni u Svetozarevu dok je pohađao srednju školu u tom gradu upoznaje Ivana Ivicu Maksimovića (Svetozarevo, 12.08.1962. - Jagodina, 07.11.2019) i Sašu Krstića (rođen 03.01.1961. god. u Svetozarevu) i sa njima formira sastave  T.N.T., Opsesia i Cobra sa kojima beleži i prve javne nastupe.
Po završetku srednje škole u jesen 1979. godine (takođe sa Ivicom i Sašom) formira i Sympho/Jazz/Rock sastav West (videti opširnije pod West- zvanična Wikipedia). Niti jedan od napred pomenutih bendova u Svetozarevu nisu imali stalne basiste, niti vokale, sve do aprila 1980. godine kada na mesto stalnog basiste u bend dolazi Petar Pera Maksimović (Svetozarevo, 29.05.1956. - Jagodina, 19.06.2014) po njegovom dolasku sa odsluženja Vojnog roka.
Odlukom članova grupe West da pređu sa Sympho/Jazz/Rock stila sviranja na Hard Rock, u bend na mesto vokala (5. po redu) u septembru 1981. godine dolazi Branko Savić iz Paraćina (ex Parakinova Deca i Mesečeva Potkovica), te ubrzo preimenuju svoj naziv u Metro. Zdravko je u tom bendu postigao zavidan napredak u sviranju (kao i ranije u grupi West), jer Metro tokom cele 1982. godine (u svojoj prvoj postavi) beleži dosta nastupa i nekoliko veoma bitnih događaja za ukupan razvoj Rock'n'Rolla na području ex YU. Učestvovao je i u snimanju njihovog prvog albuma Čupave glave. Svoj poslednji nastup sa bendom Metro, Zdravko ostvaruje na Gitarijadi u Paraćinu, u hali 7. juli 25. decembra 1982. godine.
Zdravko početkom 1983. godine odlazi na odsluženje Vojnog roka, a po povratku iz vojske (iz objektivnih i subjektivnih razloga) se ne vraća u grupu Metro, već nastupa sa mnogim muzičarima iz Svetozareva, Kragujevca i Kraljeva - sve do jeseni 1983. godine kada pristupa zabavljačkom ansamblu Ljute Papričice & Dragana Vidosavljević koga je predvodio Milutin Popović Zahar (rođen u Krupnju 12.10.1938. god.) smenivši tada na bubnjevima Zorana Marjanovića Čedu (ex Hydraulic i ex Delta 9) (rođen u Svetozarevu 17.09.1957. godine). U tom ansamblu u isto vreme su svirali takođe i još dva bivša člana grupe Metro – braća Ivan i Petar Maksimović. Svoj trojici je ovaj Zaharov ansambl punih 7 godina bio matični, iako su istovremeno nastupali i sa drugim muzičarima sve do početka ratnih zbivanja na području exYU, do sredine 1991. godine.
Posle ovog perioda, Zdravko se vraća za Kraljevo i u tom gradu ulazi u sastav Koktel Benda sa kojim radi sve do 2002. godine.
Nakon ove životne epizode, Zdravko se posvećuje gastronomiji i u toj vrsti umetnosti je takođe ostvario vidne rezultate. Bio je proglašen za najboljeg Šefa kuhinje u glavnom gradu Ruske Republike Baškortostan - Ufi. Nakon toga je vodio na njihovoj nacionalnoj televiziji nedeljnu emisiju o kulinarskoj edukaciji raznih pravaca.
U Srbiju se vraća 2019. godine u Kikindu gde na prostoru celog Banata razgranava svoje stečeno znanje u kulinarstvu u smislu proizvodnje i plasiranja u promet zdrave hrane.
Za ukupan svoj maltene 30-togodišnji angažman u muzici kao bubnjara, ime Zdravka Lalića u muzičkim krugovima sa područja exYU se i dandanas izgovara u superlativima i sa velikim poštovanjem, obzirom da je reč o muzičaru izuzetnog  talenta, energije, visprenosti i samopožrtvovanja.

## Muzički uzori
- Leonard Lenny White III
- Ian Anderson Paice

## Spoljašnje veze
- Zdravko Lalić na sajtu Discogs
- Intervju sa članovima grupe West, objavljen u nedeljniku Novi Put, aprila 1981. god